# Jean-Baptiste Guillot
Jean-Baptiste André Guillot (9. prosince 1827 Grenoble – 6. září 1893 Vénissieux) byl francouzský pěstitel růží.
Od dětství pracoval v zahradnictví svého otce v lyonské čtvrti La Guillotière a byl znám jako Guillot syn. Bylo mu 22 let, když vyvinul průkopnickou metodu očkování rostlin nazvanou greffage en écusson. Roku 1850 se oženil s Catherine Bertonovou a roku 1852 založil vlastní školku ve čtvrti Monplaisir.
První novou odrůdou, kterou uvedl na trh, byla v roce 1858 Madame Falcot. Ve své kariéře vytvořil Guillot více než sto odrůd růží, upřednostňoval množení ze semen. Na Světové výstavě 1867 představil hybridní čajovou růži La France, která je díky bohatému kvetení a silný vůni označována za historický přelom v pěstitelství. Roku 1875 také vyšlechtil první polyantku odrůdy Pâquerette. Z jeho hybridu Madame Hoste vychází většina žlutokvětých růží.
Byl čestným členem Royal National Rose Society. Firma, kterou po jeho smrti převzal syn Pierre Guillot, patří ve 21. století k hlavním světovým producentům květin.